# Sojaolie

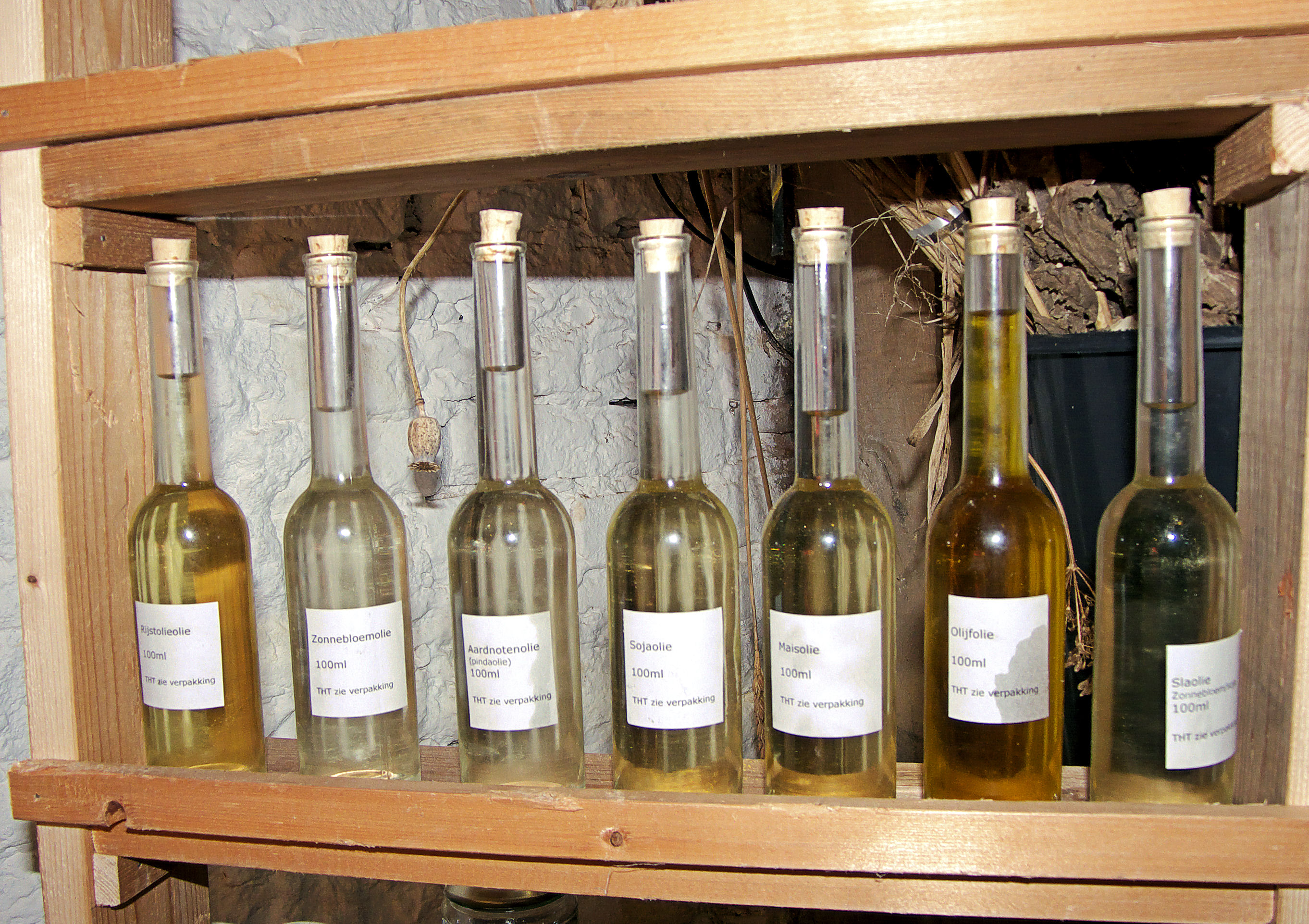
Middelste fles met sojaolie

Sojaolie is uit sojazaad gewonnen spijsolie. Sojaolie is de meest geconsumeerde plantaardige olie wereldwijd. De lage prijs van sojaolie maakt het een geliefde grondstof voor onder andere cosmetica. Raffinage van sojaolie levert ook lecithine. Deze stof werkt als vochtregulator en emulgator. Het stabiliseert schuim en zorgt ervoor dat andere plantaardige olie in de cosmetica niet ranzig wordt. Uit sojaolie kunnen bepaalde stoffen worden gewonnen, die men steroïden noemt: stigmasterol, toegepast tegen stijfheid, en sitosterol in voedingssupplementen en middel tegen benigne prostaathypertrofie (BPH).
Sojaolie bevat onverzadigde en verzadigde vetzuren; hiervan is 7% alfa-linoleenzuur, 51 % linolzuur en 23% oliezuur. Dit zijn onverzadigde vetzuren. Daarnaast bevat sojaolie 4% stearinezuur en 10% palmitinezuur. Deze vetzuren zijn verzadigd.

## Wereldproductie
| Topproducenten van sojaolie 2018 | Topproducenten van sojaolie 2018 |
| Land                             | Productie (miljoenen ton)        |
| -------------------------------- | -------------------------------- |
| China                            | 16,16                            |
| Verenigde Staten                 | 10,88                            |
| Brazilië                         | 9,30                             |
| Argentinië                       | 7,24                             |
| India                            | 1,50                             |
| Mexico                           | 0,79                             |
| Paraguay                         | 0,75                             |
| Rusland                          | 0,74                             |
| Nederland                        | 0,64                             |
| Duitsland                        | 0,64                             |